# Lacey Turner

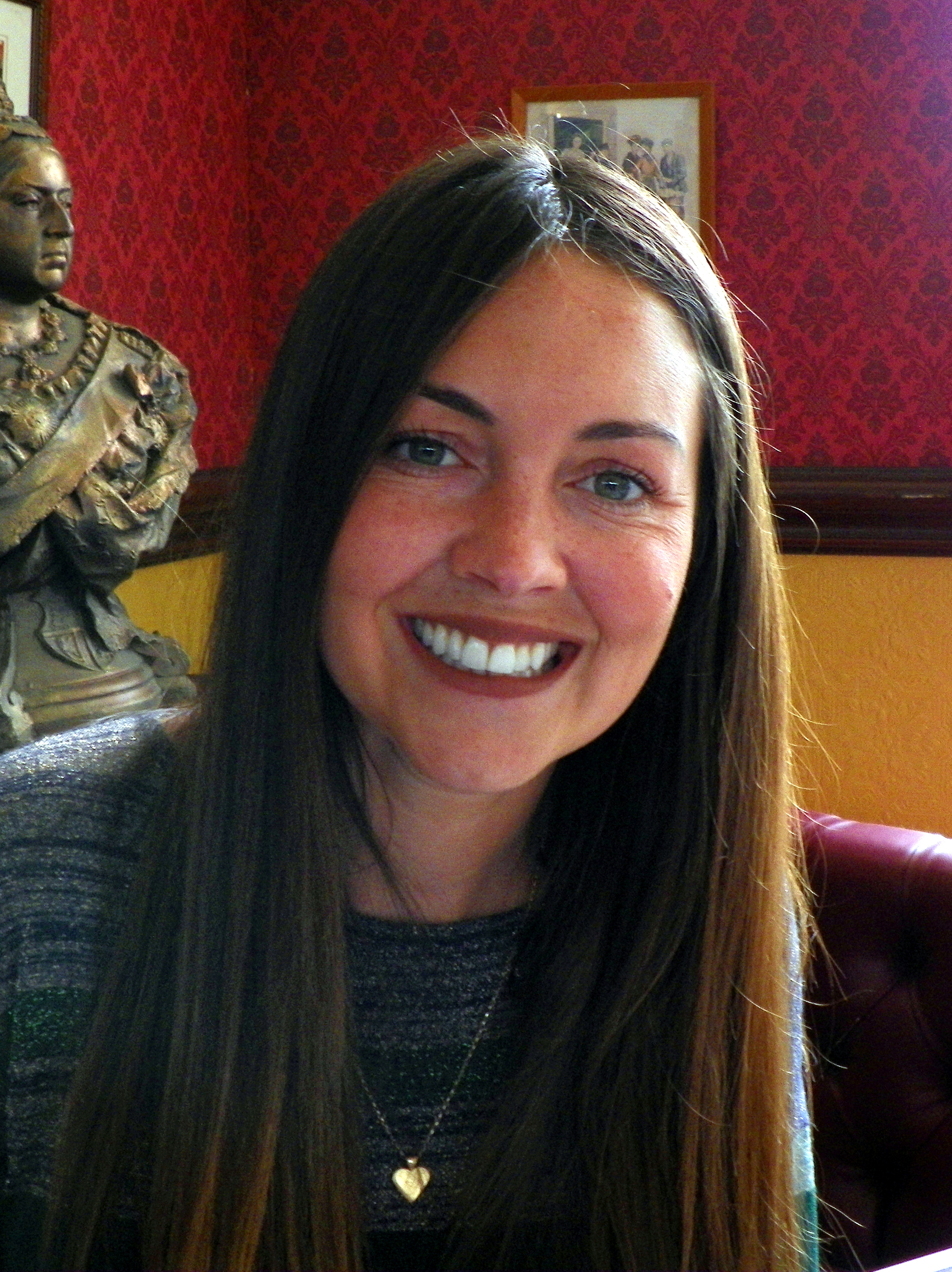
Lacey Turner 2016

Lacey Amelia Turner (* 28. März 1988 in  Hendon, London, England) ist eine britische Theater- und Film- und Fernsehschauspielerin.

## Leben
Lacey Turner ist die älteste von drei Geschwistern. Ihre Schwester Daisy Turner ist ebenfalls Schauspielerin.
Ihre ersten Schauspielerfahrungen machte Turner auf der Sylvia Young Theatre School. Diese besuchte sie im Alter von zehn Jahren, wechselte allerdings später zu einer Mädchenschule im selben Ort. Außerhalb ihrer Schulzeit belegte sie Kurse in den Fächern Tanz-, Gesang- und Schauspiel. Des Weiteren hatte sie Auftritte in einigen Werbefilmen. Ihre erste Fernsehrolle bekam Turner 1999 im Alter von elf Jahren als Maddie Stevenson in The Worst Witch. Von 2004 bis 2010 spielte sie die Stacey Slater (später Branning) in der Fernsehserie EastEnders. Für diese Darstellung erhielt sie einige Auszeichnungen und Nominierungen. 2010 verließ Lacey Turner EastEnders. Ihre nächste Rolle war die des Geistes Lia in der Fernsehserie Being Human. Daraufhin folgten weitere Film- und Fernsehproduktionen. 2014 kehrte Turner zu EastEnders zurück.

## Filmografie
- 1999: The Worst Witch
- 2004–2010, seit 2014: EastEnders
- 2011: Being Human (Fernsehserie, 3 Folgen)
- 2011: Frankenstein’s Wedding
- 2012: True Love (Fernsehserie, 2 Episoden)
- 2012: Bedlam (Fernsehserie, 6 Episoden)
- 2012: Switch (Fernsehserie, 6 Episoden)
- 2013: Our Girl (Fernsehfilm)
- 2014: Call the Midwife – Ruf des Lebens (Call the Midwife, Fernsehserie, 1 Episode)
- 2014: Eine Frau an der Front (Our Girl, Fernsehserie, 7 Episoden)

## Auszeichnungen und Nominierungen

### Auszeichnungen
British Soap Awards
- 2007: Best Actress (EastEnders)
- 2008: Best Dramatic Performance (EastEnders)
- 2008: Best Storyline (geteilt mit Charlie Clements, Ko Joyner, Jake Wood, Simon Ashdown, EastEnders)
- 2010: Best Dramatic Performance (EastEnders)
- 2016: Best Actress (EastEnders)

National Television Awards UK
- 2007: Most Popular Actress (EastEnders)
- 2010: Most Popular Serial Drama Performance (EastEnders)
- 2011: Outstanding Serial Drama Performance (EastEnders)

TV Quick Awards, UK
- 2005: Best Soap Newcomer (EastEnders)
- 2011: Best Soap Actress (EastEnders)

Television and Radio Industries Club Awards
- 2007: TV Soap Personality (EastEnders)

### Nominierungen
British Soap Awards
- 2005: Soap Bitch of the Year (EastEnders)
- 2005: Best Dramatic Performance from a Young Actor or Actress (EastEnders)
- 2006: Best Dramatic Performance (EastEnders)
- 2006: Sexiest Female (EastEnders)
- 2006: Best Dramatic Performance (EastEnders)
- 2007: Sexiest Female (EastEnders)
- 2008: Best Actress (EastEnders)
- 2009: Sexiest Female (EastEnders)
- 2011: Best Exit (EastEnders)
- 2016: Best Actress (EastEnders)

National Television Awards UK
- 2005: Most Popular Newcomer (EastEnders)
- 2006: Most Popular Actress (EastEnders)
- 2008: Outstanding Serial Drama Performance (EastEnders)

TV Quick Awards, UK
- 2007: Best Soap Actress (EastEnders)
- 2008: Best Soap Actress (EastEnders)

Television and Radio Industries Club Awards
- 2010: TV Soap Personality (EastEnders)[6]